# 沿河县
沿河縣（沿河話：[yĩ˨˩ xo˨˩ ɕiĩ˧˥]）是貴州省銅仁地區下轄的一個縣。位於貴州省東北角，扼烏江，鄰四川，可謂川黔湘鄂之通衢。北接四川之彭水，西鄰務川，東毗酉陽，去秀山不遠，南依德江、印江。昔晚清民國時水路暢通，一時興盛，人煙阜集，烏江兩岸皆商號林立，熙熙然有“小重慶”之謂也。中華人民共和國立國後，乌江航道几经整修，通航能力提高，但因乌江航道水流湍急，峡多滩险，通行能力有限，无法担当交通骨干作用，随着附近地市铁路、公路建设和发展，乌江航道重要性逐渐下降，遂不復盛。因80年代一刀切落实民族政策，其相邻县市汉族人口也多划为苗族，土家族，仡佬族，侗族等少数民族，沿河县辖区人口大部划转为土家族，沿河縣於1986年被廢，另立沿河土家族自治縣。

## 历史
春秋屬巴。戰國屬楚。秦屬黔中郡，西漢先屬酉阳縣，後屬涪陵县，東漢分属涪陵縣和永寧縣。蜀漢在縣地置漢復縣，沿河縣分屬漢復縣和萬寧縣；晉太康元年（280年）涪陵郡治所移往漢復（今沿河洪渡），咸和三年（328年），涪陵郡“地殁蠻僚”。
北周保定四年（56年），涪陵豪強田思鶴以地附周。宣政元年（578年），沿河地置費州。沿河在北周分屬黔州和費州。
隋開皇十九年（599年），招慰蠻僚奉诏置務川縣，治地在今沿河縣城東岸。唐《元和郡縣志》載：“內江水，一名涪陵水（烏江），在縣西四十步，因川爲名，曰務川縣。”唐武德元年（618年），黔州招慰使冉安昌以務川縣當牂牁要道，請置郡撫之，武德四年（621年），于縣地置務川郡，旋改爲務州，領務川、扶陽、涪川三縣，以冉安昌爲刺史。貞觀四年（630年）改務州爲思州。天寶元年（742年）改思州爲甯夷郡，領務川、思王、思邛三縣。乾元元年（758年）復名思州。唐思州治地一說在今沿河縣城東岸，與務川縣城同城，二說在今沿河縣城北城子上。
宋初沿唐制，把不能派流官統治的經制州列爲化外州，設置羁縻州委任土官管理。太平興國元年（公元976年）派都虞侯趙延浦任思州刺史，土著田氏族人不賓附，朝廷將思州等列爲化外司，改經制州爲羁縻州，委派土著首領管理。大觀元年（公元1107年），田祐恭請求內附，願爲王民。政和八年（公元1118年）朝廷以其地置思州，領務川、邛水、安夷三縣。將思州、務川縣治徙于北部荷葉坪，後又移到原都濡縣治所，州、縣同城。務川縣治沿河曆519年，思州治沿河歷497年。在南宋、元、明、清時期沿河縣城均爲土司駐地。元置沿河祐溪長官司，治今沿河縣城西岸，沿河司直到民國二年才改爲沿河縣。民國三十年，全省裁撤調整縣境，將沿河南部地一些區域劃入印江等縣，而原后坪縣東部的六個聯保則劃入沿河縣，縣域由民國二年設縣時的東西長南北短變為今日的東西短南北長之形態。1986年，廢除沿河縣。

## 地理
地跨東經108°03'49″～108°37'53″，北緯28°12'45″～29°05'23″，南北長98.28千米，東西寬53千米。

縣境地處貴州高原向四川盆地過渡的東北邊緣斜坡，大婁山脈與武陵山脈交錯地帶，烏江由南至北縱貫全境，地勢西北部和東南部高，中部低，由西北、東南向中部烏江河谷傾斜。
氣候爲中亞熱帶季風濕潤氣候。年均溫13～18℃，年降水量1050—1200毫米，年日照1100至1400小時。四季分明，冬暖、春早、夏長，熱量豐富，降水充沛，多雲寡日照。光熱水資源多集中分布茬夏季時段，水熱同期，光溫同步，組合較佳。

## 民族
1982年的全國人口普查顯示，沿河為純漢族居住縣。
| 民族   | 人數   | 所占比例 |
| 漢族   | 402667 | 99.948%  |
| 土家族 | 62     | 0.015%   |
| 苗族   | 103    | 0.026%   |

## 文化和旅遊
沿河特定的地理位置、自然環境和歷史文化形成了豐富多彩的旅遊資源。自然風光有國家級風景名勝區烏江山峽、麻陽河國家級自然保護區；民風民俗，濃郁古樸；還有以黔東特區革命委員會舊址等爲主體的紅色文化，獨具魅力。

有古鎮洪渡、龔灘、思渠、淇灘、夾石等；沿河縣城東岸唐代思州古城；思渠荷葉坪古城遺址、麻竹溪古城遺址、石馬古城遺址；烏江古縴道記錄了先民開發烏江流域的足迹；宋朝的鸾塘書院是今貴州歷史上最早的書院。沿河烏江山峽不僅是千裏烏江自然風光的精妙之筆，更是研究古代烏江文明的巨大寶藏，沿河也因此被譽爲“烏江縮影古思州”。

沿河文物古迹還有唐永佛寺、明天緣寺、西漢陶窯、漢磚、漢磚窯、漢墓群和清代烏江洪峰石刻、“蠻王洞”等。近年來，引起考古學界關注的還有沿河新石器晚期至商周遺址群、海洋古生物化石等。

麻陽河國家級自然保護區是全球最大的黑葉猴種群分布地，有76群730多只黑葉猴，占全球黑葉猴總量的三分之一，2004年加入“中國人與生物圈保護網絡”。